# NGC 215
NGC 215 là một thiên hà dạng hạt đậu nằm trong chòm sao Phượng Hoàng. Nó được phát hiện vào ngày 28 tháng 10 năm 1834 bởi John Herschel.